# Karl Lundmark
Karl Lundmark, född 31 oktober 1825 i Örebro, död där 4 februari 1897, var en svensk arkitekt.

## Biografi
Lundmark var son till hovkonduktören Per Lundmark (1794–1850) i Örebro. Efter gymnasiestudier i Strängnäs ägnade han sig år medicinska studier i Uppsala innan de konstnärliga intressena tog överhanden. Han studerade i likhet med fadern vid Kungliga Akademien för de fria konsterna i Stockholm, varefter han biträdde fadern i byggmästaryrket. Han fick sedan anställning hos byggmästarbröderna Hjalmar och Fridolf Wijnbladh i Örebro. Tillsammans med dem deltog han i byggandet av stadshuset och teatern. Han företog sedan studieresor i Tyskland.
Han har ritat flera monumentala byggnader och kyrkor. Under de sista åren uppgjorde han ritningar till byggnader längs Köping–Hults Järnväg.
Han dog ogift efter en längre tids sjukdom. 
I nekrologen i Örebro Tidning omnämns Lundmarks koleriska temperament och skarpa tunga. Han kom efter sin död att stå modell för Hjalmar Bergmans fiktiva figur byggmästaren Grundholm i romanen Farmor och vår Herre från 1921.

## Verk i urval
- Näsby kyrka, Västmanland, 1856–1861
- Torn till Askers kyrka, 1858
- Hidinge kyrka, 1865–1869
- Lindesbergs kyrka, 1869 (återuppbyggnad)
- Frövi station, 1871
- Lindesbergs stadshus, 1872
- Norrtorps slott, 1874–1875
- Hollingworthska huset ("Engelbrektspalatset"), Örebro. 1877
- Disponent Cederbergs hus vid Kyrkogårdsgatan, Örebro
- Skagershults kyrka, 1878 (nedbrunnen)
- Motala stadshus, 1881[4]
- Kroppa kyrka, 1881
- Stationshus i Ålsäng
- Hovsta station, 1891
- Arboga station, 1897

## Bilder

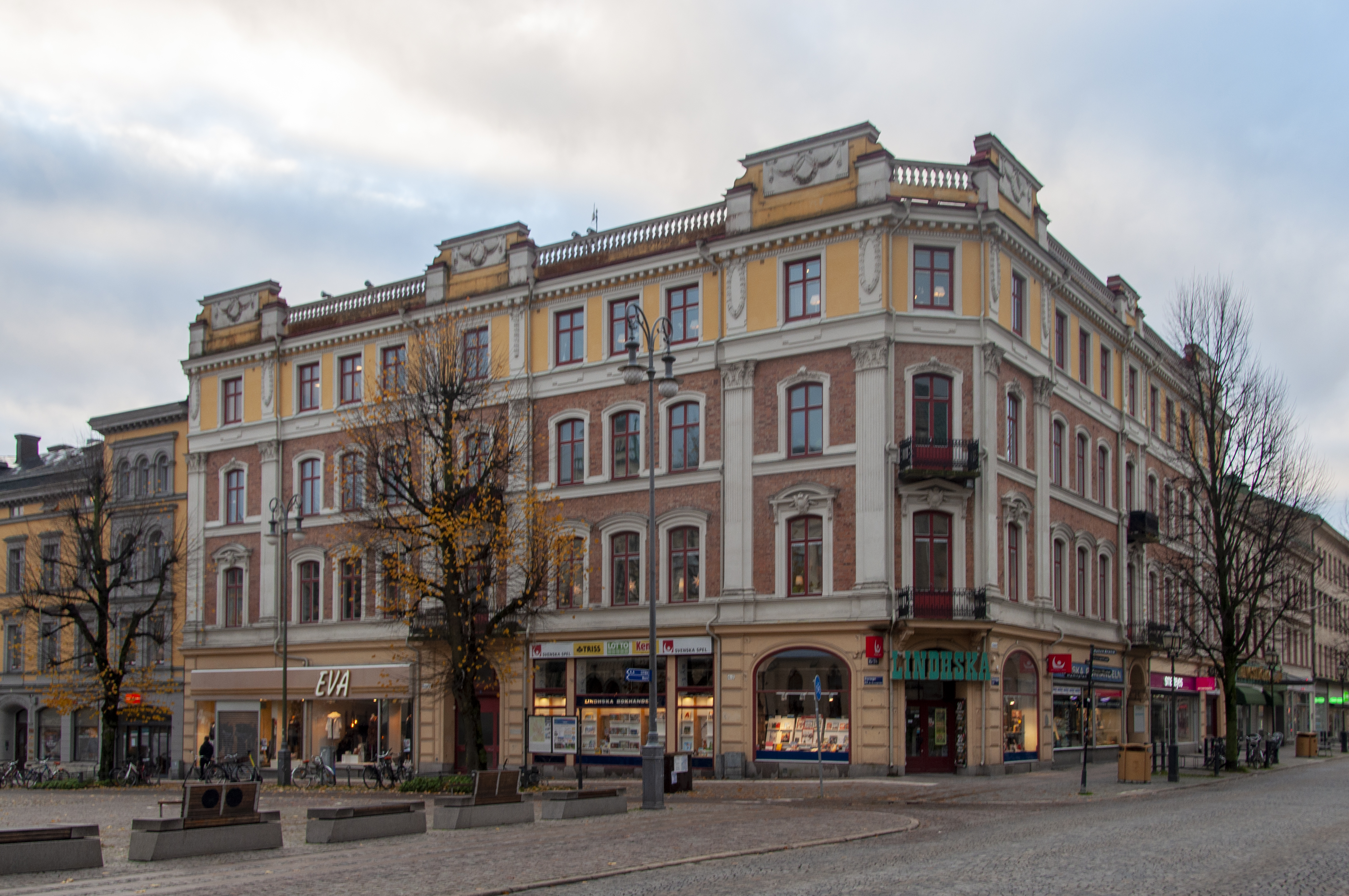
Hollingworthska huset, Örebro
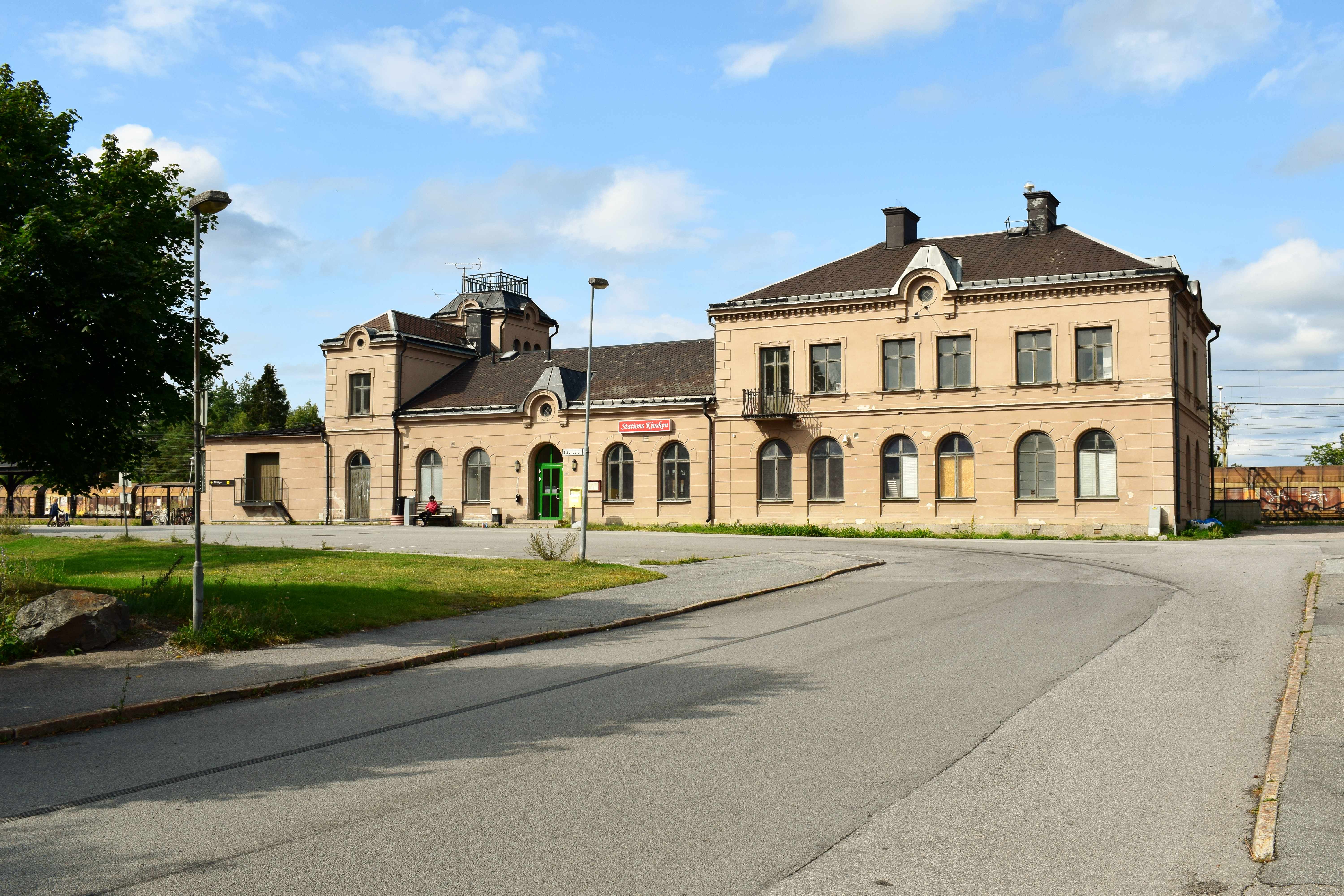
Frövi stationshus
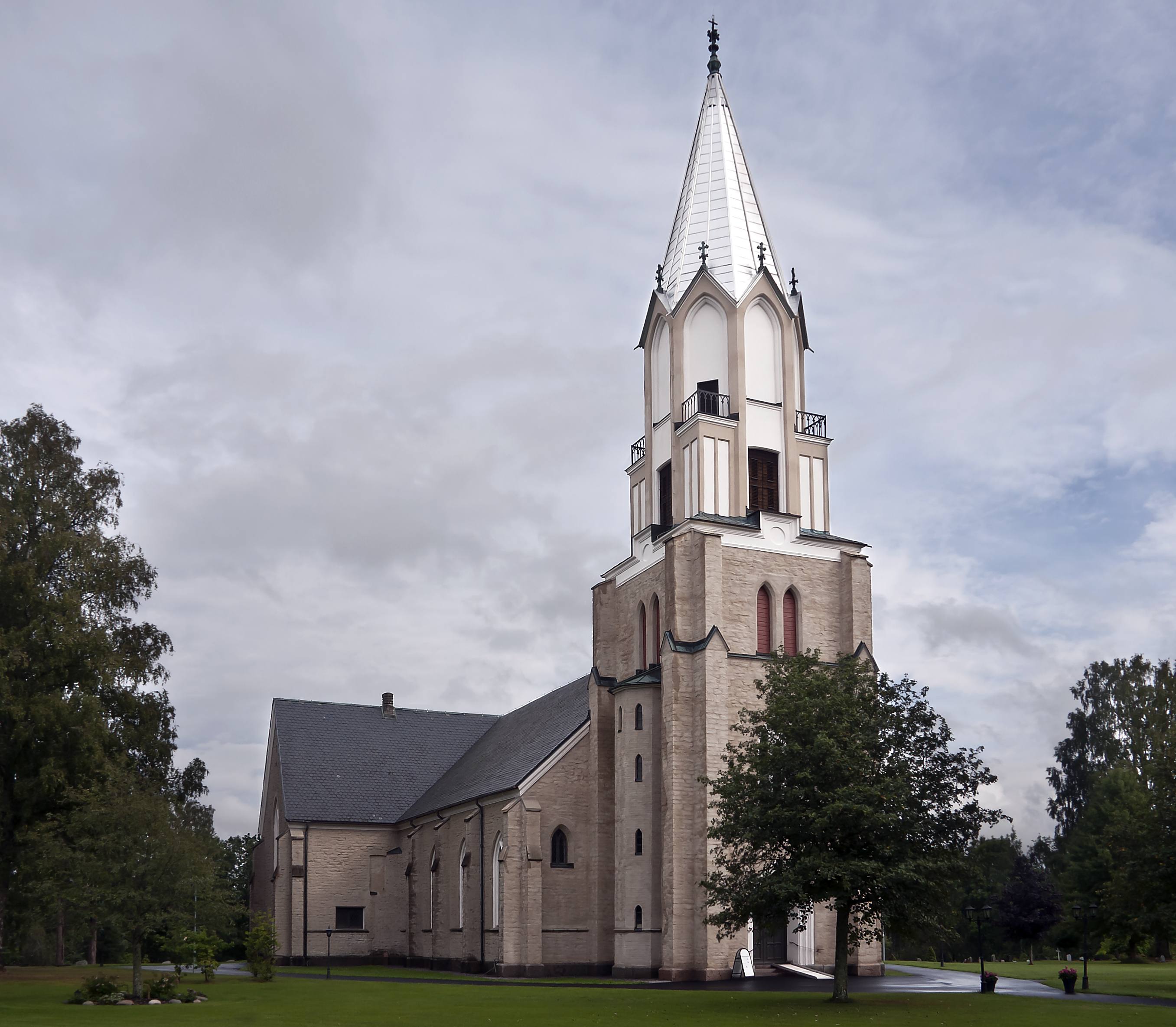
Hidinge nya kyrka
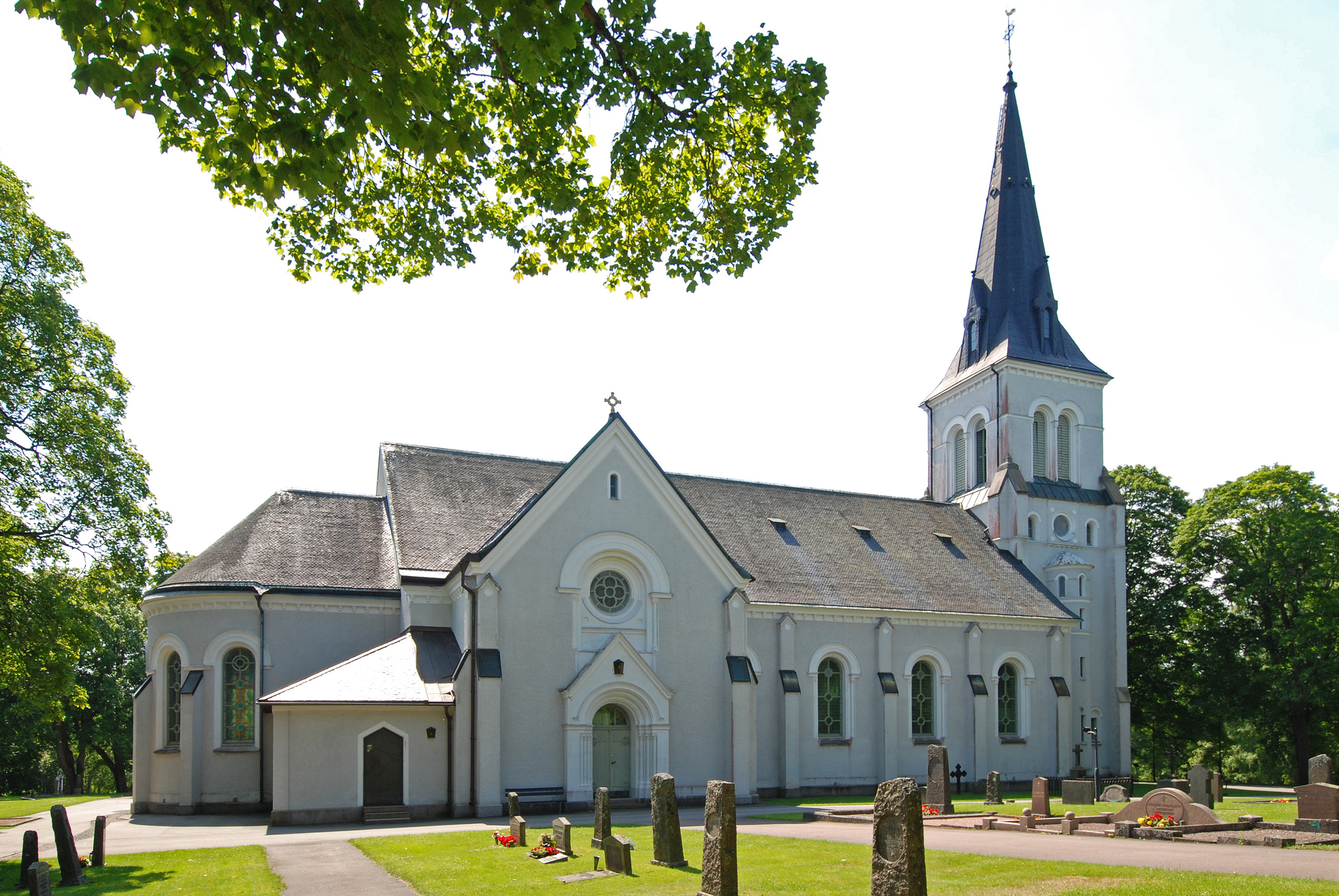
Kroppa kyrka
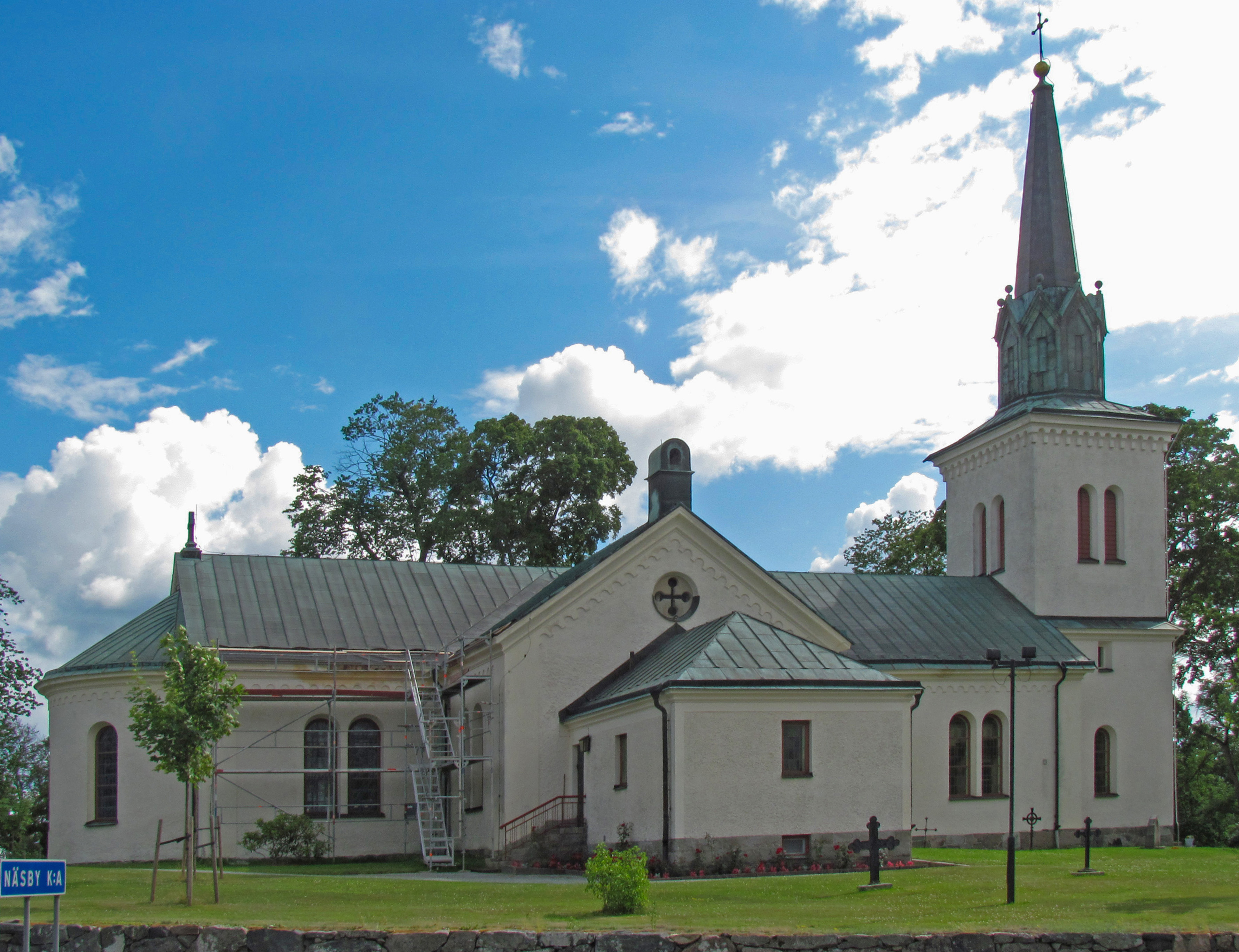
Näsby kyrka